# RTorrent
De tekst-gebaseerde rTorrent is een BitTorrent-client. Deze client werkt als frontend door gebruik te maken van de backend libTorrent-bibliotheek. Deze bibliotheek is geschreven in C++, met focus op hoge prestaties en goede code. LibTorrent kan op breedbandconnecties tot 3 maal zo snel seeden als het originele BitTorrent-programma. Deze client is heel licht, dus ideaal om op de achtergrond van Linuxmachines met oude hardware te draaien.